# トビカズラ属
トビカズラ属 Mucuna はマメ科の植物の1属。多くは蔓になり、大きな濃い色の花を房状につけた花序をぶら下げる。

## 特長

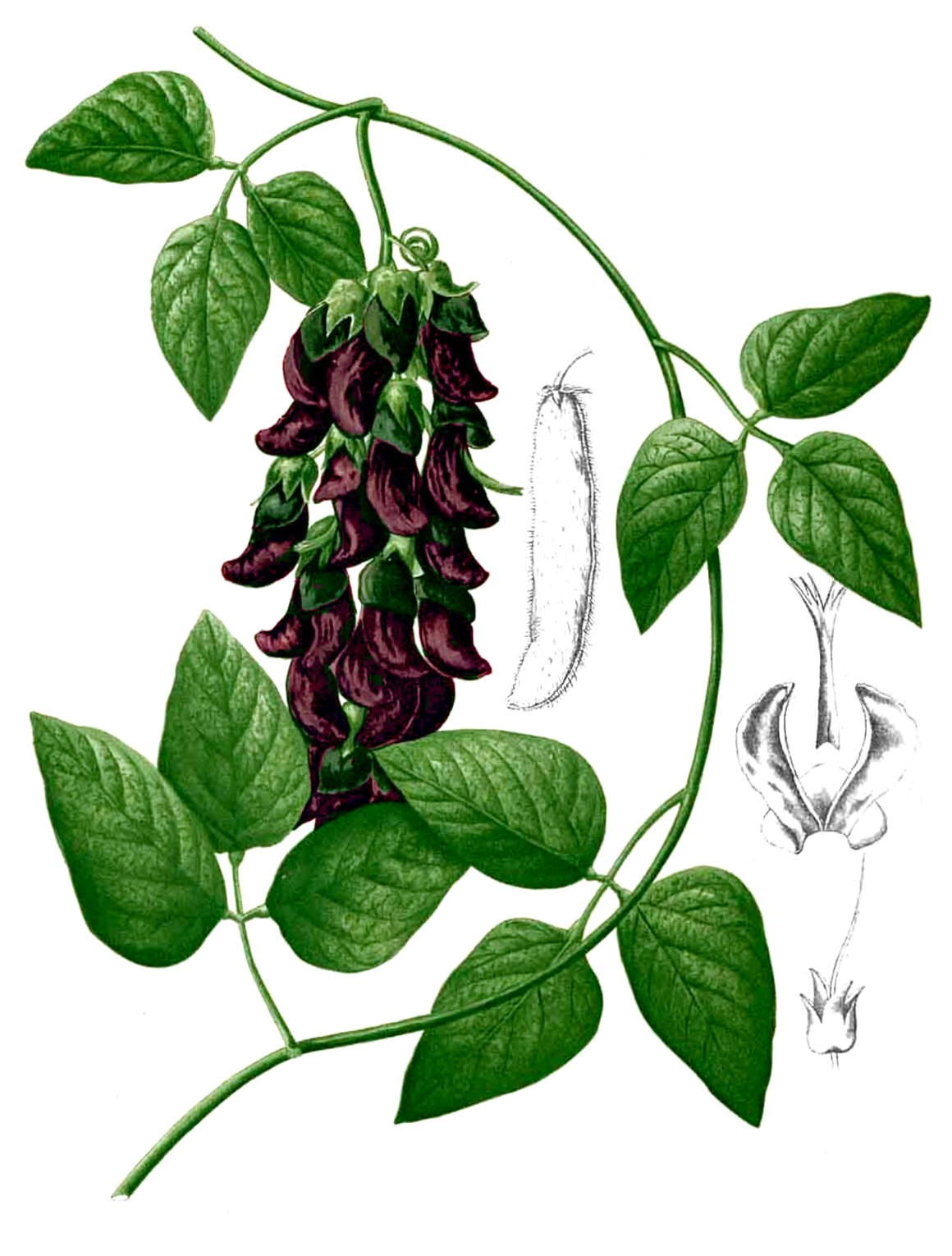
図版・ハッショウマメ

つる性の植物が多いが、若干の直立の常緑樹や草本がある。葉は羽状複葉だが3小葉で、腺点はなく、托葉があり、多くのものでは小托葉がある。花序は葉脇から出て円錐状、総状、偽総状、あるいは散形花序となる。節はこぶ状で、これは元々が円錐花序であったものが、その側枝が退化してしまった痕跡と考えられ、ここに苞を着ける。花は蝶型、いわゆる豆の花の形で、大きくて暗紫色など強い色を持つものが多いが、黄緑色の花をつけるものもある。萼は椀型で、先端は4つに裂け、その背面、花軸に面した側の先端は丸いか、あるいは小さく2つに裂ける。また反対側の列片が他より長い。旗弁、上側に立つ花弁は丸っこく、竜骨弁より短い。雄しべは10本あり、旗弁側の1本だけは離れ、残り9本は互いにくっついて出ており、これには長短の2形があって交互に並ぶ。短い方の雄しべでは葯は長くて長楕円形で、その端の方かやや半ばで細くて短い花糸に繋がる。長い方の雄しべでは葯は短くてほぼ円形をしており、その中ほどで花糸に繋がる。雌しべは1個で基部には花盤があり、柄はなく、花柱は往々にしてとても細長く、先端に小さな頭状の柱頭がある。豆果は大型になるものが多く、卵形、楕円形、あるいは細長く線形になる。その表面には刺毛があり、また縫合線や側面に翼が出るものが多い。
学名の属名はブラジルでの呼称による。

## 分類
デイゴ属やホドイモ属に近縁なものと考えられている。

## 種と分布
世界の熱帯から亜熱帯に分布し、約100種が知られる。日本には野生のものでは4種がある。
- 日本産の種
  - M. gigantea：ワニグチモダマ
  - M. macrocarpa：ウジルカンダ
  - M. membranacea：カショウクズマメ
  - M. sempervirens：トビカズラ

- 海外から導入
  - M. bennettii：ムクナ・ベネッティ

## 利用
実用的に重要なのはハッショウマメ M. pruriens var. utilis で、豆が食用とされる。日本でも第二次大戦終了後に食糧増産のために導入されたものの、今日では九州以東で見ることはまずない。
観賞用には真っ赤な大きい花を咲かせる M. bennetti や、M. nova-guineensis などがハワイやシンガポールで栽培される。温室栽培が必要である上、大きくなるので日本ではほとんど普及していない。

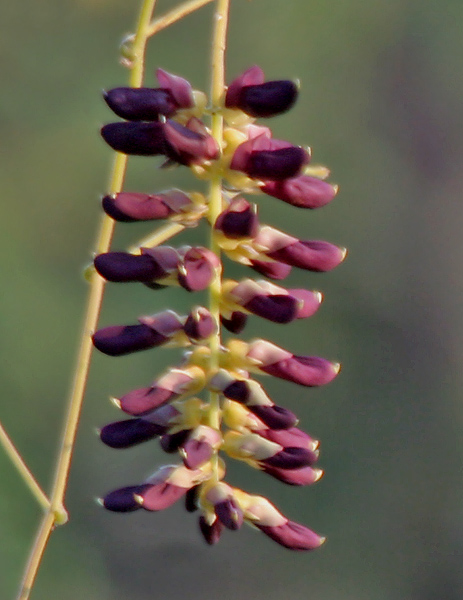
ハッショウマメ・花
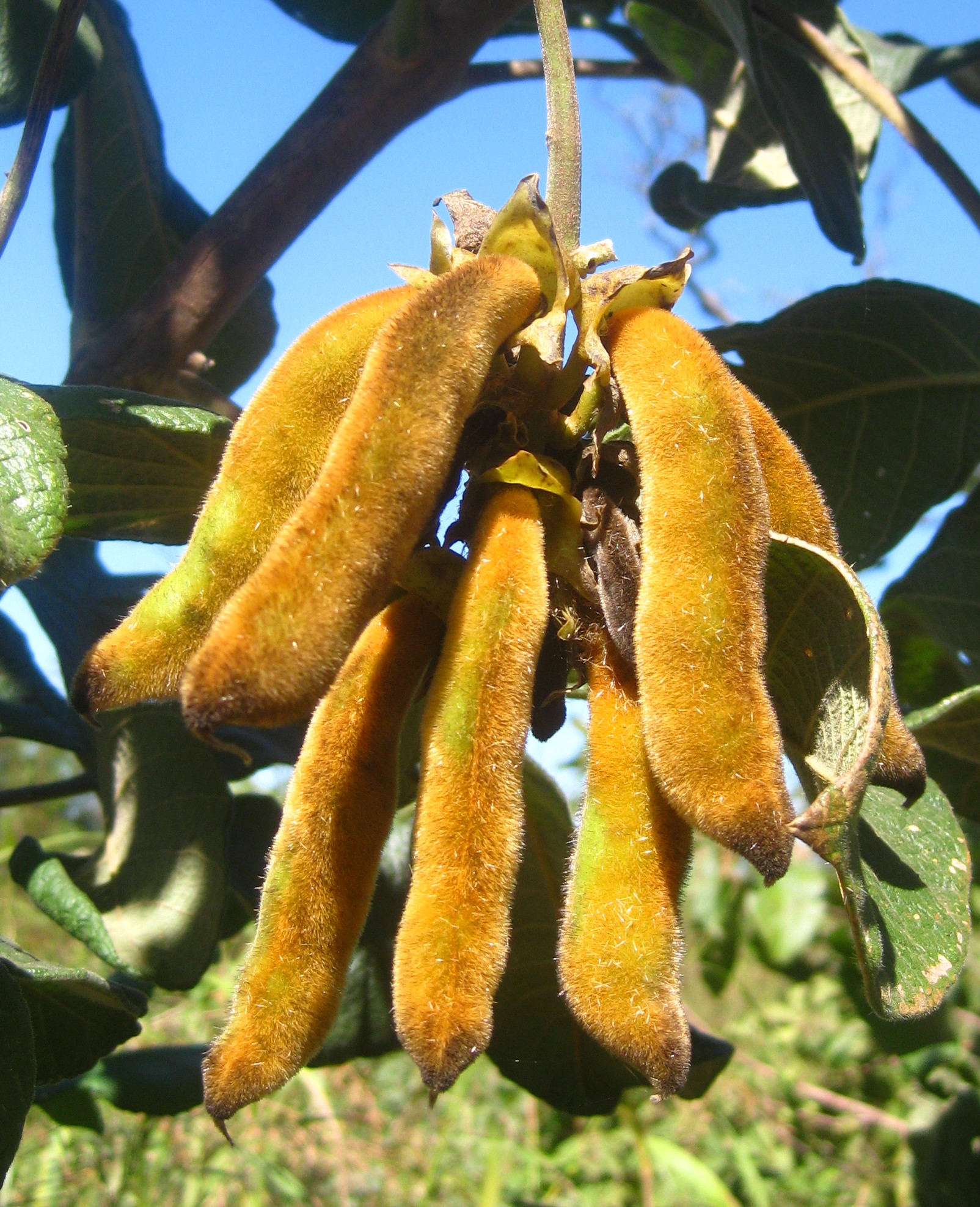
同・果実
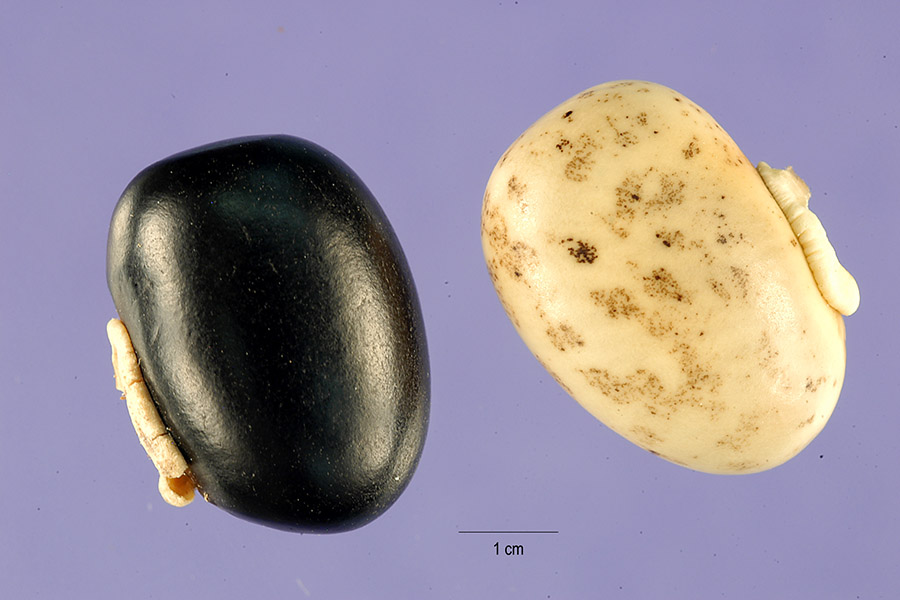
同・種子
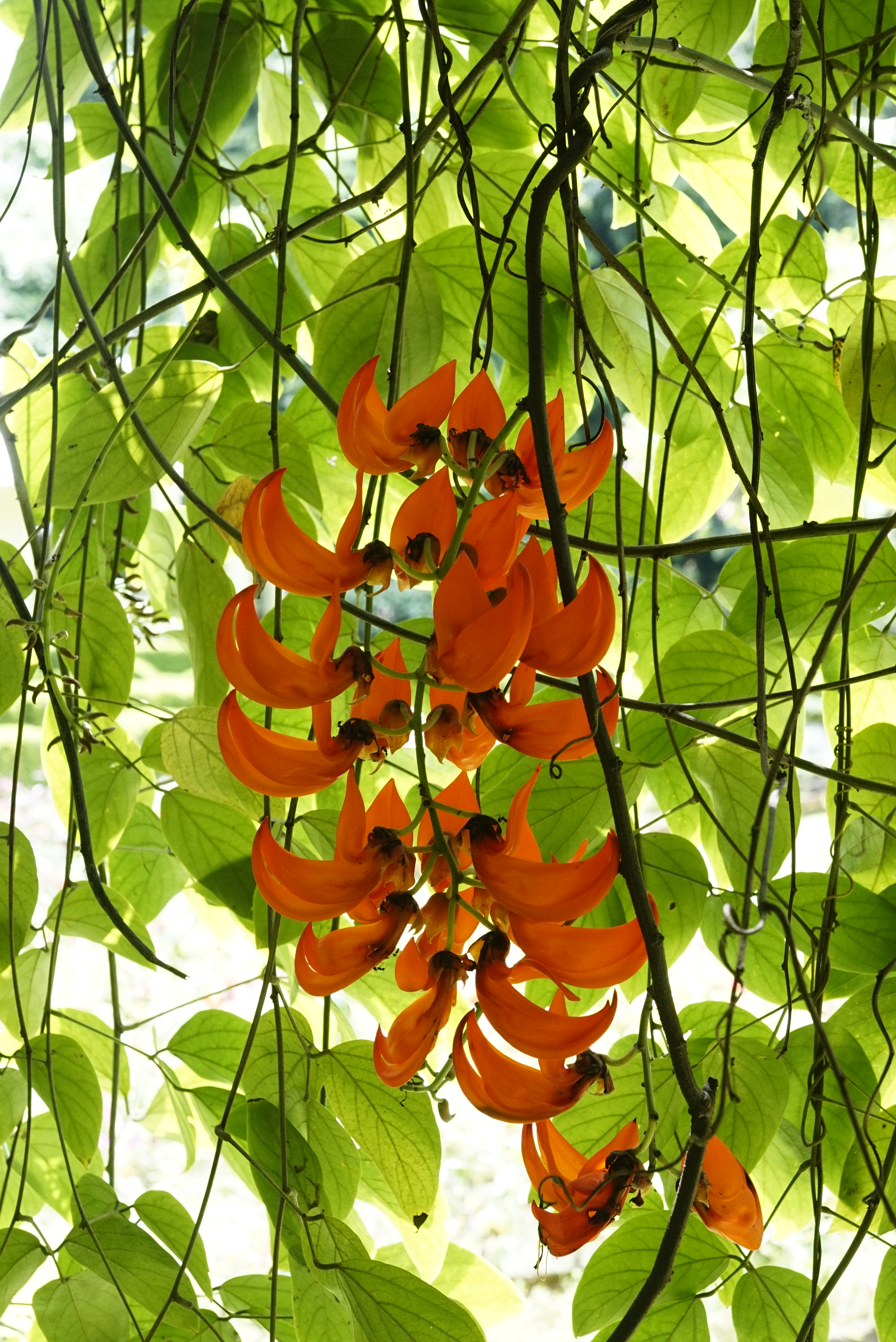
M. bennettii
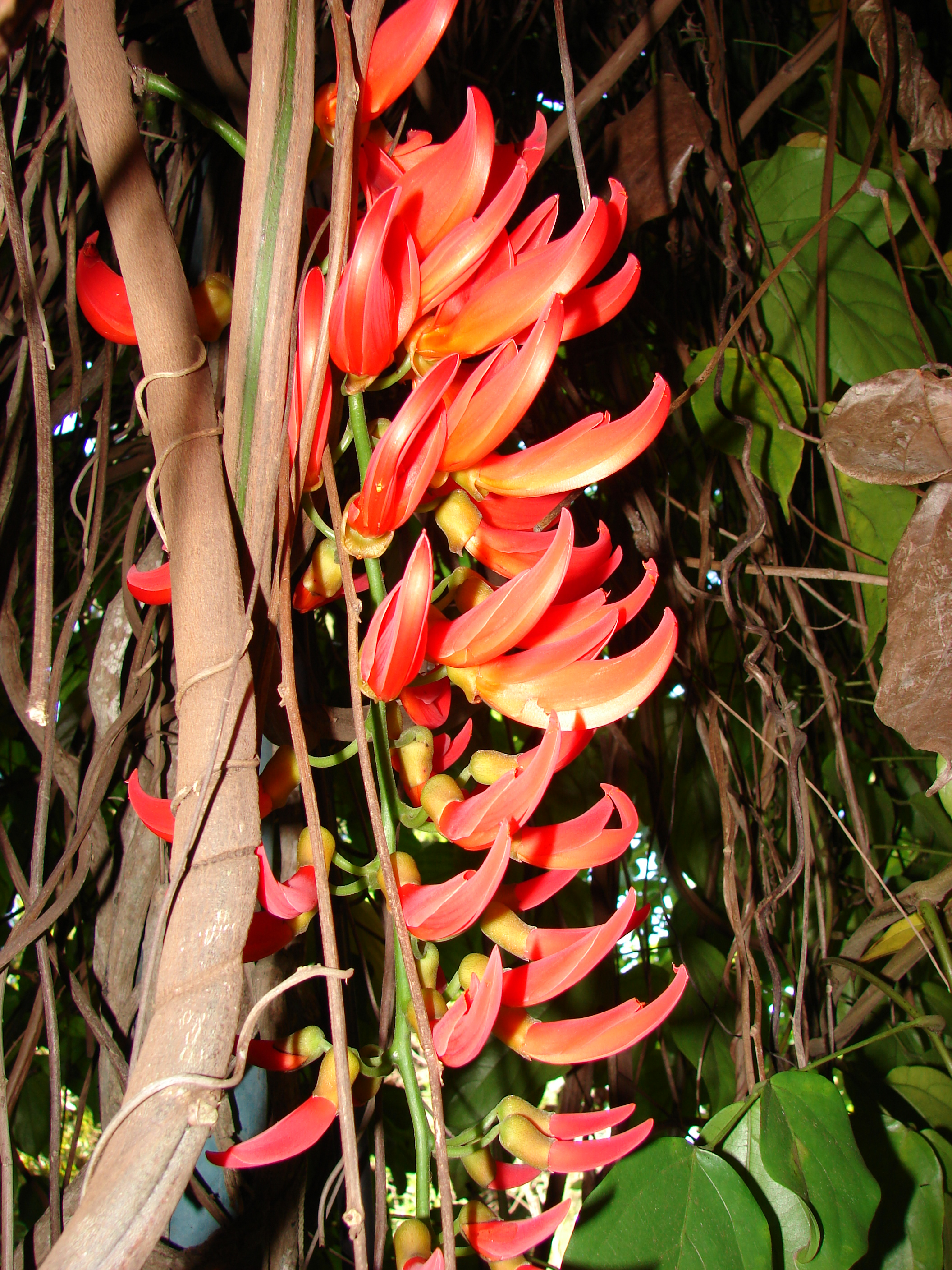
M. novo-guineensis